# Monastère orthodoxe d'Ein Kerem

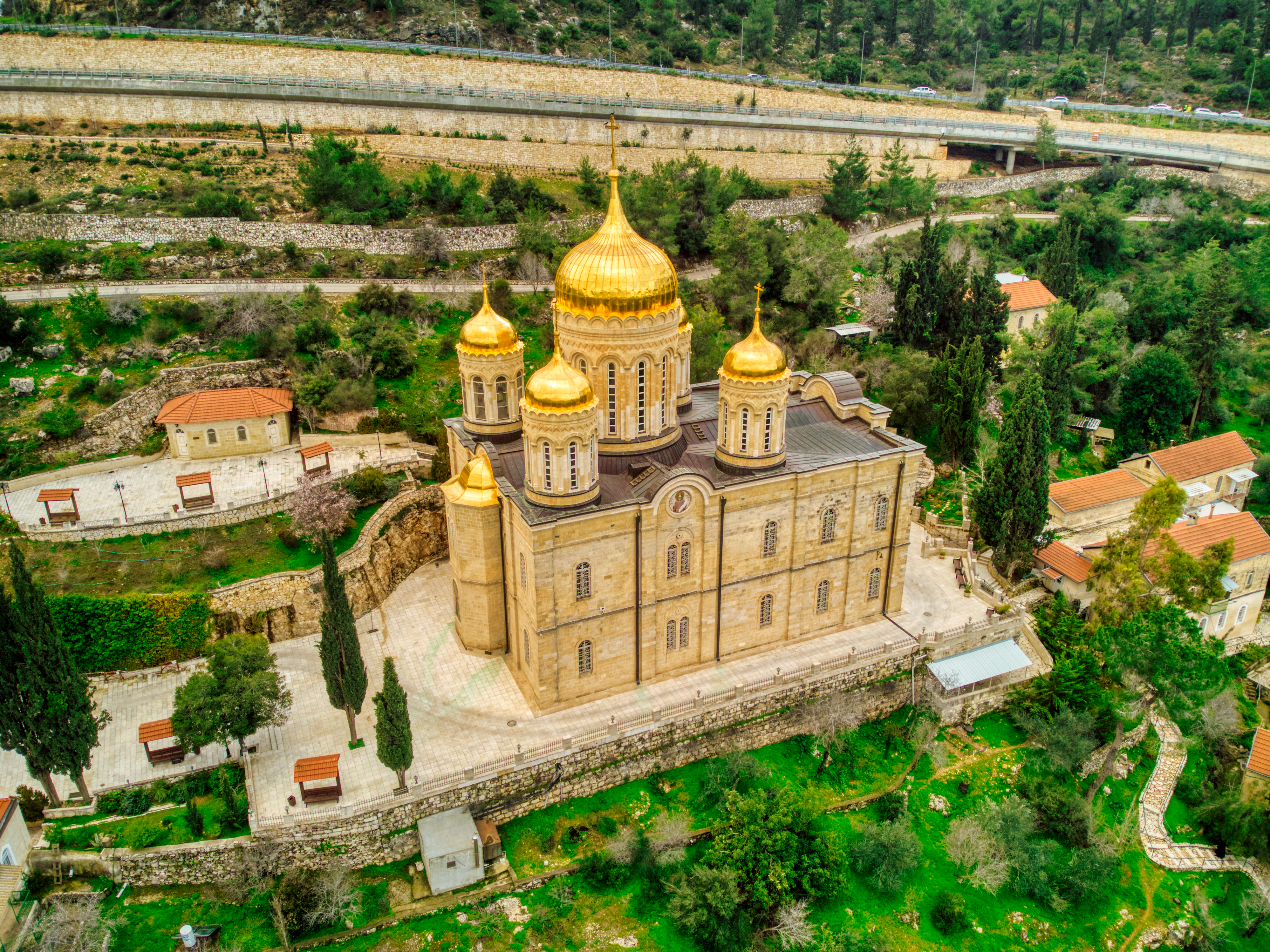
Monastère orthodoxe d'Ein Kerem

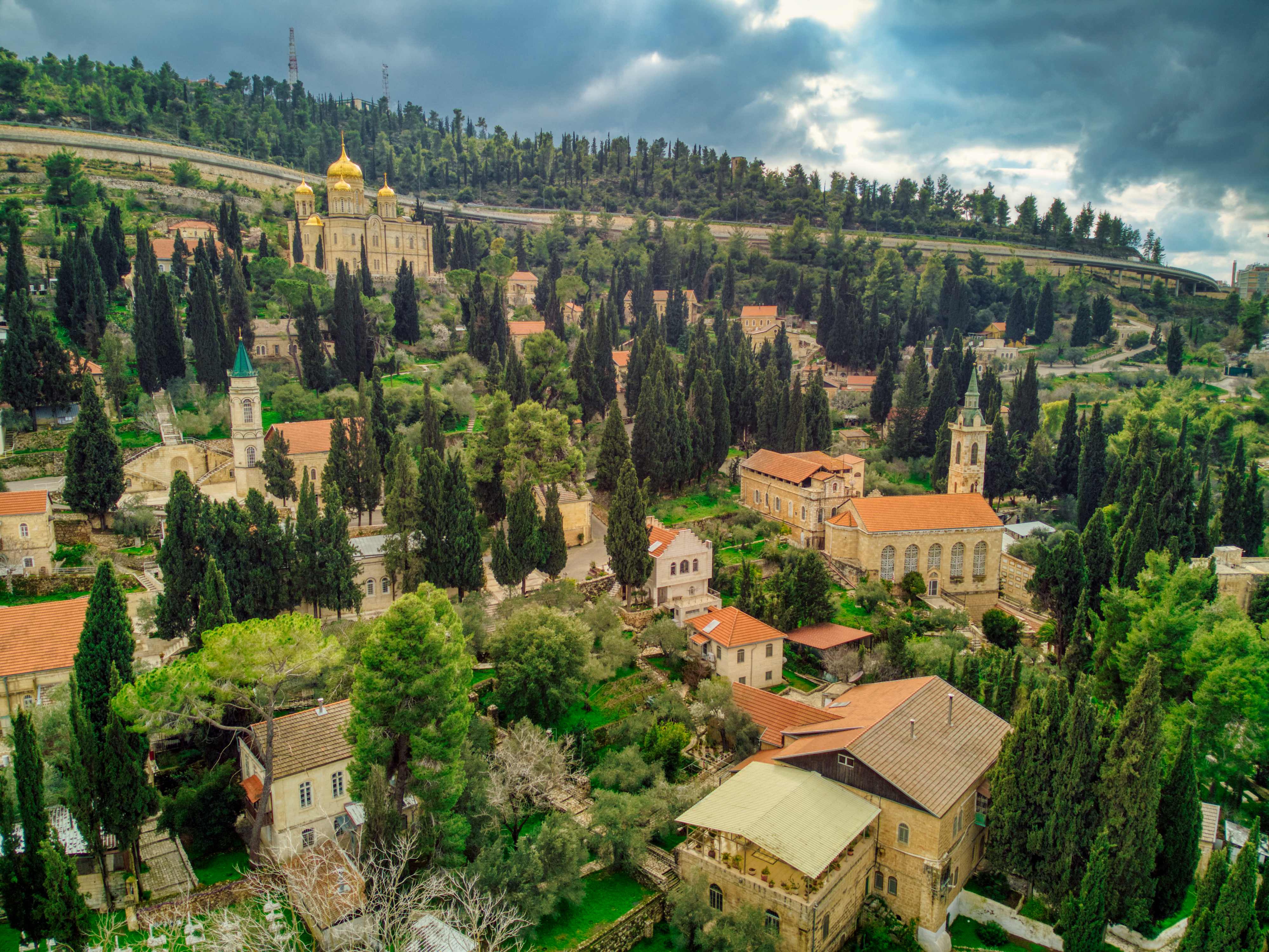
Vue du monastère au fond, au premier plan l'église catholique de la Visitation

Le monastère d'Ein Kerem ou monastère du Mont est un monastère de moniales orthodoxes qui se trouve à Ein Kerem, à quatre kilomètres au sud-ouest de Jérusalem.

## Histoire

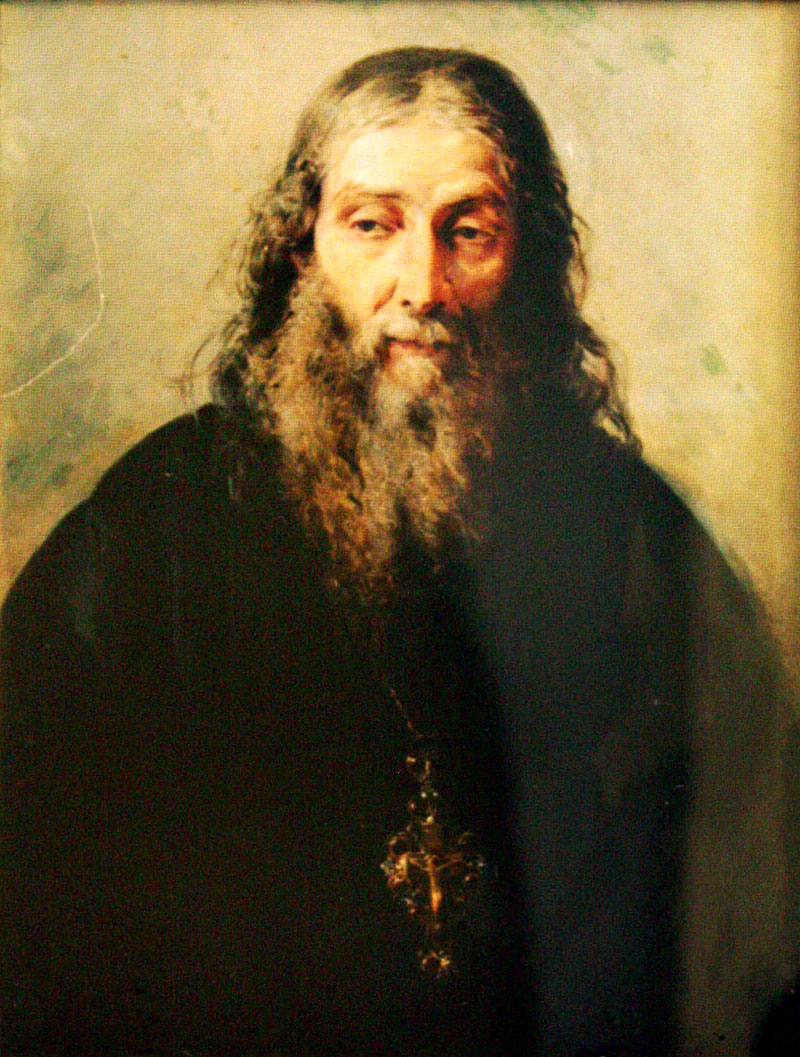
Portrait de l'archimandrite Antonin par Kocheliov

C'est en 1871 que l'archimandrite Antonin Kapoustine fait l'acquisition d'une plantation d'oliviers à Ein Kerem, lieu de la Visitation de la Vierge Marie, pour y installer une communauté féminine. Elle devient communauté monastique trois ans plus tard.
L'église dédiée à Notre-Dame de Kazan est construite aussitôt et abrite une icône de Notre-Dame de Kazan particulièrement révérée par la communauté. Une seconde église est construite en 1987, dédiée à saint Jean-Baptiste, ainsi que la cathédrale de Tous-les-Saints, dont les travaux commencés en 1911 et interrompus par l'éclatement de la Première Guerre mondiale et l'expulsion des religieuses par les autorités ottomanes, ont repris de 2003 à 2007. Elle a été consacrée le 28 octobre 2007 par le métropolite Cyrille de Smolensk et de Kaliningrad et plusieurs archevêques russes, en présence du patriarche de Jérusalem Théophile III.
La communauté faisait partie de l'Église orthodoxe russe hors frontières qui s'est unie il y a quelques années au patriarcat de Moscou.
La communauté comprend aujourd'hui 160 religieuses.

## Sources